# Elachyophtalma bicolor
Elachyophtalma bicolor är en fjärilsart som beskrevs av Bethune-Baker 1904. Elachyophtalma bicolor ingår i släktet Elachyophtalma och familjen silkesspinnare. Inga underarter finns listade i Catalogue of Life.